# پرواز شماره ۷۰۷ کیش‌ایر
پرواز شماره ۷۰۷ کیش ایر قرار بود در ساعت ۹ صبح روز سه‌شنبه ۲۸ شهریور ۱۳۷۴ از فرودگاه مهرآباد در تهران به مقصد جزیره کیش انجام گیرد اما هواپیما در حین سفر ربوده شد و سرانجام در یک پایگاه نظامی در خاک اسرائیل فرود آمد. هواپیماربا، یکی از مهمانداران هواپیمای ربوده‌شده، مردی ۳۶ ساله به نام «رضا جابری» و تبعه ایران بود. هواپیمای ربوده شده از نوع بوئینگ ۷۰۷، متعلق به هواپیمایی ساها و در اجاره کیش ایر بوده‌است. با وجود نبود رابطه دیپلماتیک میان ایران و اسرائیل و این که رباینده هواپیما ظاهراً هیچگونه هدف سیاسی از کار خود نداشته‌است، ماجرا به سرعت رنگ سیاست به خود گرفت.

## شرح حادثه
هواپیماربا قصد داشت هواپیما را به اروپا ببرد، اما هواپیما سوخت کافی برای پرواز تا این مقصدها را نداشت. هواپیماربا درخواست نشستن هواپیما در فرودگاه ظهران در عربستان سعودی را کرد اما این درخواست از سوی عربستان رد شد. سپس هواپیما درخواست فرود در اردن را کرد، اما اردن نیز اجازه فرود به هواپیما نداد و ملک حسین (پادشاه وقت اردن) به اسحاق رابین (نخست‌وزیر وقت اسرائیل) دربارهٔ این هواپیما پیام هشداری فرستاد. سرانجام هواپیماربا تصمیم گرفت تا هواپیما را در فرودگاه بین‌المللی بن گوریون در تل‌آویو بنشاند اما دولت اسرائیل اجازه فرود به هواپیما را نداد. در حالی که سوخت هواپیما در حال اتمام بود (و طبیعتاً هواپیما سقوط می‌کرد)، هواپیما با همراهی یک هواپیمای جنگنده اسرائیلی به سمت یک پایگاه هوایی نیروی هوایی اسرائیل در نزدیکی ایلات، هدایت و نشانده شد.

## پس از فرود

### سرنوشت رباینده
رباینده، که خودش مهماندار هواپیما بود، پس از پیاده شدن از هواپیما، محاصره شد و بدون درگیری تسلیم گشت. او از اسرائیل درخواست پناهندگی سیاسی کرد، البته او در ابتدا قصد داشت پناهنده ایالات متحده آمریکا شود. رباینده پس از فرود هواپیما دستگیر شد و به مدت ۱۵ روز در بازداشت به سر برد. رضا جابری در دادگاه به خاطر ۴ اتهام خود، یعنی دزدی هوایی، هواپیماربایی، حمل غیرقانونی اسلحه گرم و ورود غیرقانونی به خاک اسرائیل به ۸ سال زندان محکوم شد.
هاآرتص در سال ۲۰۰۶ او را ریدا گراری (به انگلیسی: Rida Garari) نامید و نوشت که دولت کانادا در سال ۱۹۹۸ به او پناهندگی داده‌است.
جابری پس از ۱۲ سال از گذشت حادثه، شهروند اسرائیل شد و در سال ۲۰۰۷ از اسلام به یهودیت گروید. او در مصاحبه‌ای با یک روزنامه اسرائیلی گفت: «با وجود این که مشکلات بسیاری به خاطر گرفتن شهروندی اسرائیل تحمل کردم، شما خیلی صمیمانه با من برخورد کردید. من به شما احساس دِین می‌کنم و به خاطر همین تصمیم گرفتم که تغییر دین دهم».

### سرنوشت مسافران
مسافران این هواپیما دو روز در خاک اسرائیل نگه داشته شدند. از این رو پس از ۳۰ ساعت توقف در خاک اسرائیل به ایران بازگردانده شدند.

## واکنش‌ها
- جمهوری اسلامی ایران: خبرگزاری رسمی دولت ایران این حادثه را توطئه اسرائیل و تائیدکننده ذات تروریست اسرائیل دانست. ایران با وجود نداشتن هیچ‌گونه رابطه دیپلماتیک با اسرائیل، خواهان بازگشت هواپیما و مسافران آن، و همچنین استرداد هواپیماربا شد.[۳۰] صادق خرازی، نماینده ایران در سازمان ملل متحد اسرائیل را به خاطر «گروگان‌گیری مسافران هواپیما» مورد انتقاد قرار داد و این اتفاق را «نقشه از پیش‌تعیین‌شده صهیونیست‌ها» خواند. علی‌اکبر ناطق نوری، رئیس مجلس شورای اسلامی بازجویی مسافران توسط اسرائیل را محکوم کرد و نمایندگان در مجلس شعار «مرگ بر اسرائیل» سردادند.[۳۱]
- دولت اسرائیل: اسحاق رابین، نخست‌وزیر وقت اسرائیل، گفت که به دلیل احتمال وجود بمب در هواپیما اجازه فرود در پایتخت را نداده و آن را به یک مکان غیرمسکونی برده‌است، اما سیاستش کمک به هواپیماربایان نیست. وی دربارهٔ علت اجازه فرود افزود: «به من گزارش دادند که سوخت هواپیما دارد تمام می‌شود و من نمی‌خواستم گناه یا مسئولیت سقوط یک هواپیمای پر از مسافر بر گردنم باشد». پس از فرود هواپیما تعدادی از نمایندگان پارلمان اسرائیل، دولت را تحت فشار گذاشتند تا هواپیما و مسافران آن را در اسرائیل نگه‌دارد و در ازای آن‌ها از ایران دربارهٔ رون آراد، (کمک‌خلبان مفقودالاثر ارتش اسرائیل که ۹ سال پیش از حادثه توسط نیروهای چریکی ایران در لبنان هواپیمایش سرنگون شد) اطلاعات دریافت کند. ژنرال آمون شاهاک از ارتش اسرائیل گفت که اسرائیل رباینده را به ایران پس نخواهد داد و او را در بازداشت خود نگه می‌دارد.[۳۲]
- ایالات متحده آمریکا: یک مقام سفارت آمریکا در تل‌آویو در پاسخ به پرسشی دربارهٔ واکنش آمریکا به درخواست پناهندگی رباینده، گفت که دادن یا ندادن پناهندگی به او، با دولت اسرائیل خواهد بود چون هواپیما در آنجا فرود آمده‌است.[۳۳]

## پسایند

### ساخت فیلم از روی ماجرا
در سال ۱۳۸۱، فیلم زندانی ۷۰۷ به کارگردانی حبیب‌الله بهمنی از روی این ماجرا ساخته شد. این فیلم دوبله شد و در ۲۷ فروردین ۱۳۸۲ اکران شد. در فیلم رضا جابری (با بازی ابوالفضل پورعرب) به همراه همسرش زهره (با بازی آنا نعمتی) که هر دو از خدمه هواپیما هستند، برای انتقام برادر جان‌باخته خود به نام «عبد» و مادر درگذشته‌اش یک هواپیما را می‌رباید و به اسرائیل می‌برد. فیلم‌نامه و مسائل فنی این فیلم با انتقادهایی روبرو شد.

### خبر دستگیری رضا جابری توسط ایران
به گزارش روزنامه اسرائیلی هاآرتص، در سال ۱۳۸۵ وبگاه خبری «فردا نیوز» طی خبری اعلام کرده که وزارت اطلاعات یک جاسوس موساد را در مرز ایران و ترکیه دستگیر کرده‌است. این وبگاه اعلام کرده که این جاسوس ۱۴ سال قبل (از سال ۱۳۸۵)، یک هواپیمای ایرانی را ربوده و به اسرائیل برده‌است. فردانیوز همچنین نوشت که «اسرائیل به این جاسوس پناهندگی داده و او را برای جاسوسی مأمور کرده‌است».
هاآرتص در ادامه می‌نویسد که این اتفاق در ۱۴ سال قبل نیفتاده، بلکه ۱۱ سال قبل افتاده و فردانیوز ضمن این که مشخص نکرده که این فرد در هنگام ورود به ایران دستگیر شده یا در هنگام خروج، در ادامه نیز هیچ خبری در این باره منتشر نکرده‌است.

### ساخت مستند از روی ماجرا
در اردیبهشت ماه سال ۱۴۰۴ گروهی مستندساز موسوم به ریم‌فیلم اقدام به تولید مستندی در رابطه با این هواپیما ربایی با همکاری مسافران این پرواز کردند و این مستند در کانال یوتوب این گروه منتشر شد.

## نگارخانه

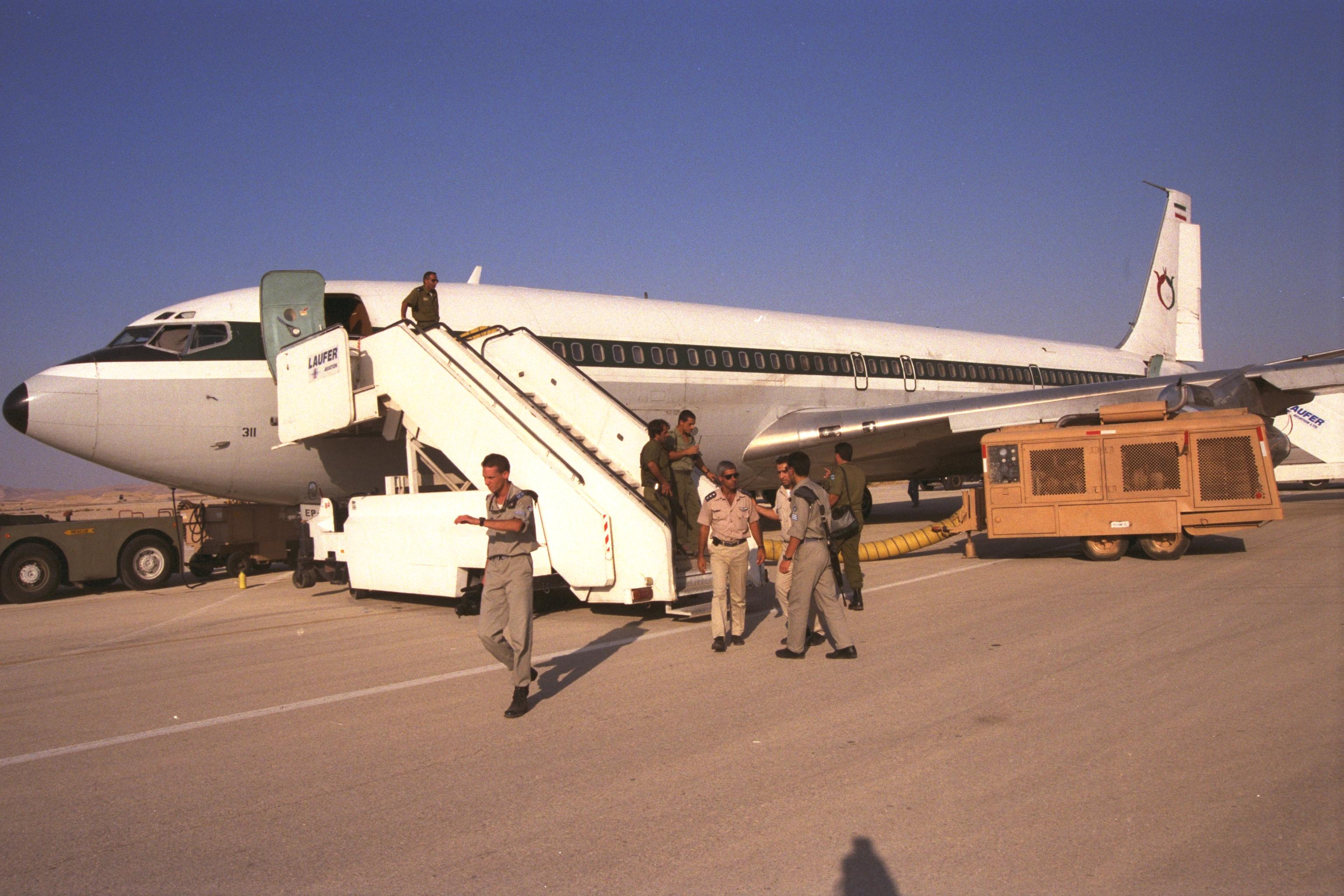
هواپیمای ایرانی ربوده شده، روی باند پایگاه هوایی عوودا در نقب
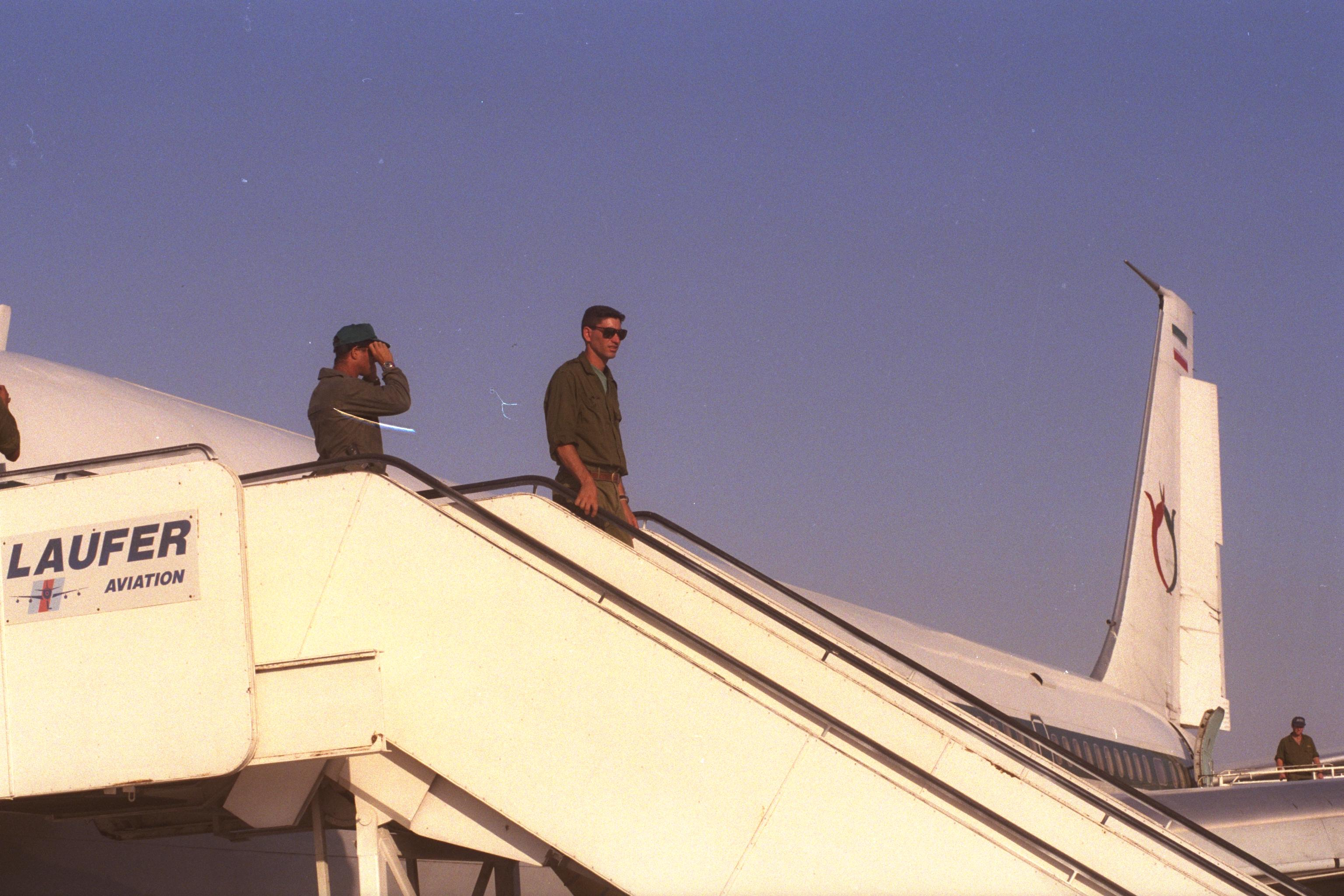
بازرسی سربازان ارتش اسرائیل از هواپیمای ربوده شده ایرانی
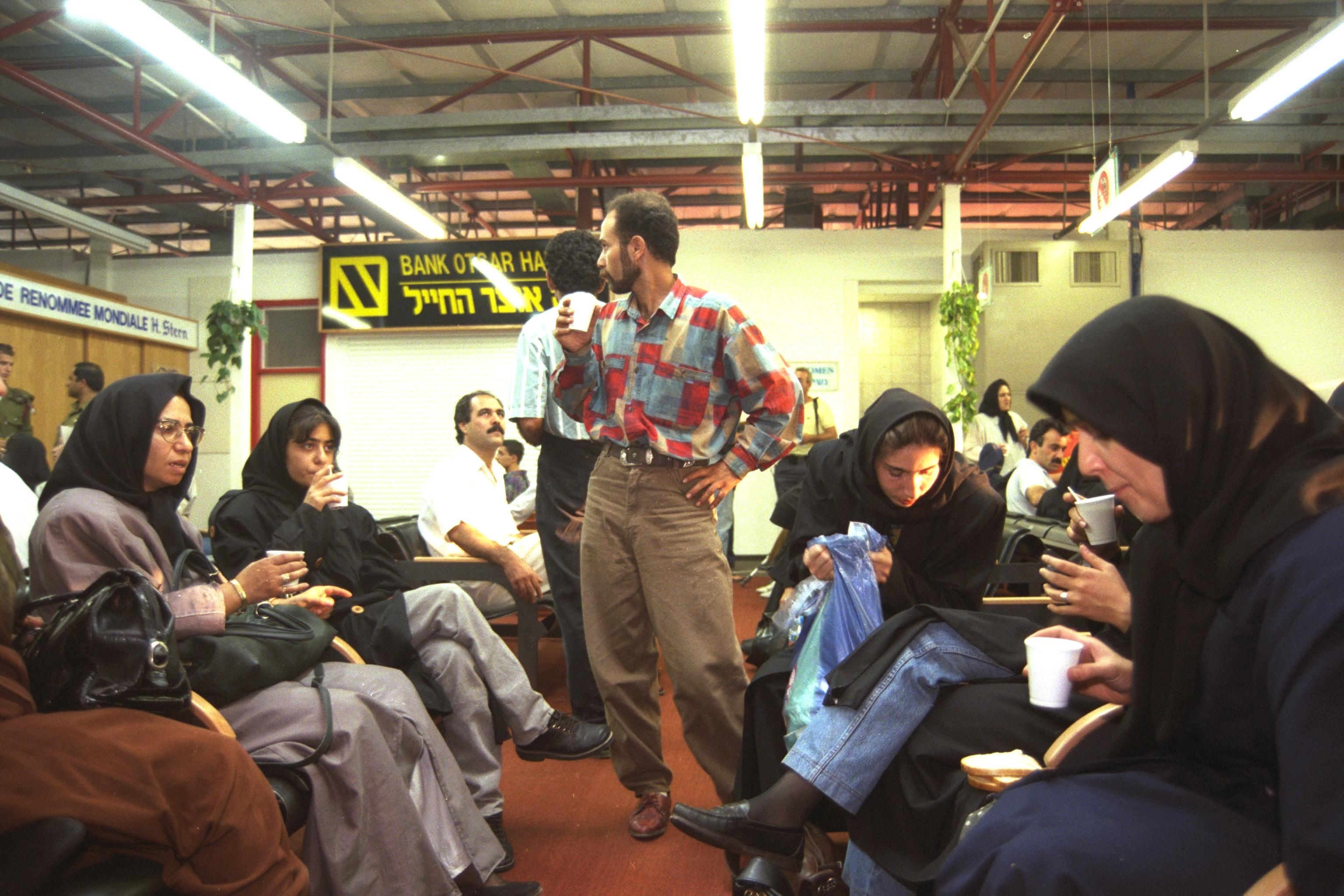
مسافران هواپیمای ربوده شده ایرانی که مجبور به فرود در پایگاه نیروی هوایی عوودا شدند، در ترمینال منتظر مانده‌اند تا دوباره هواپیمای خود را سوار شوند.
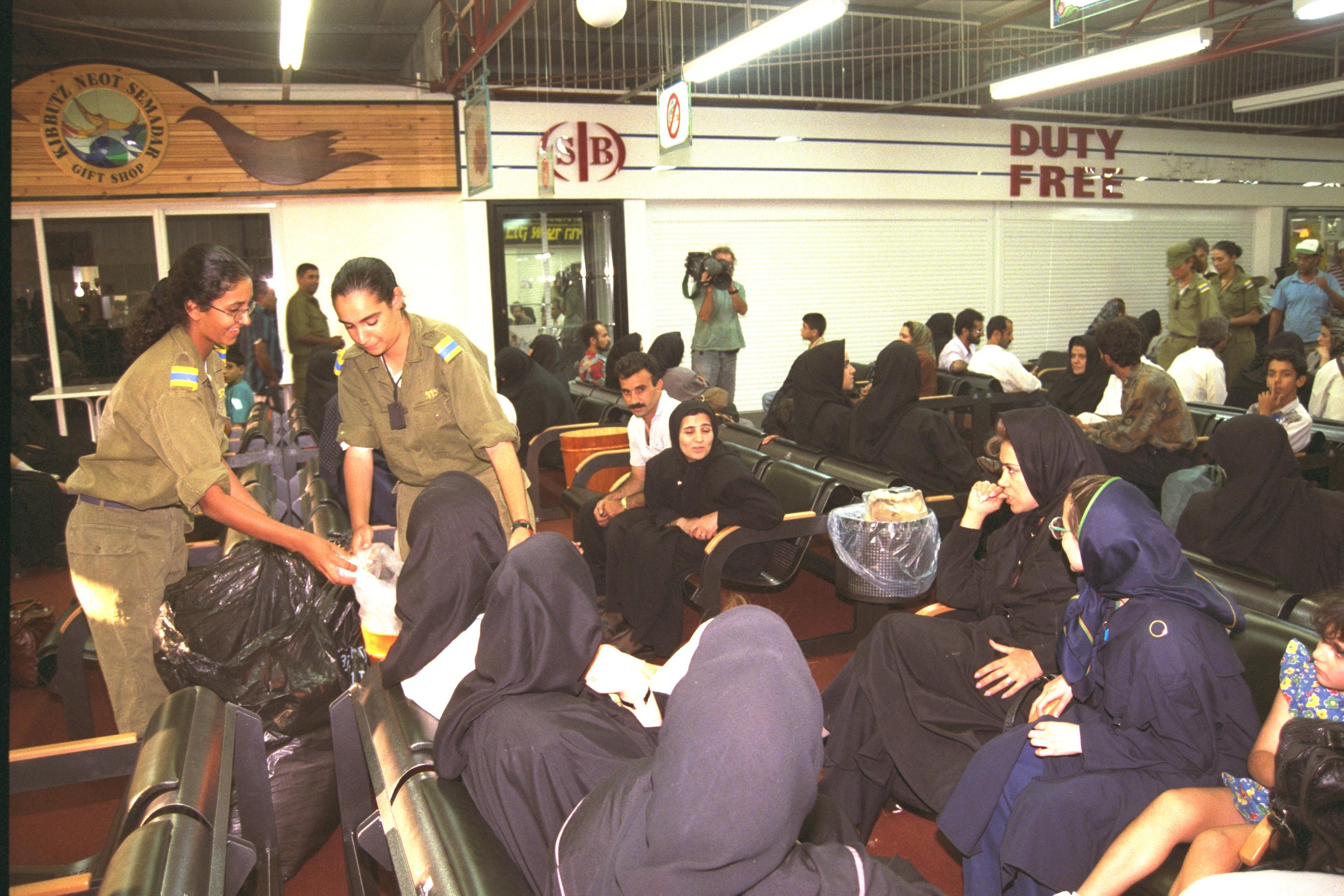
سربازان ارتش اسرائیل در حال پذیرایی از مسافران هواپیمای ایرانی
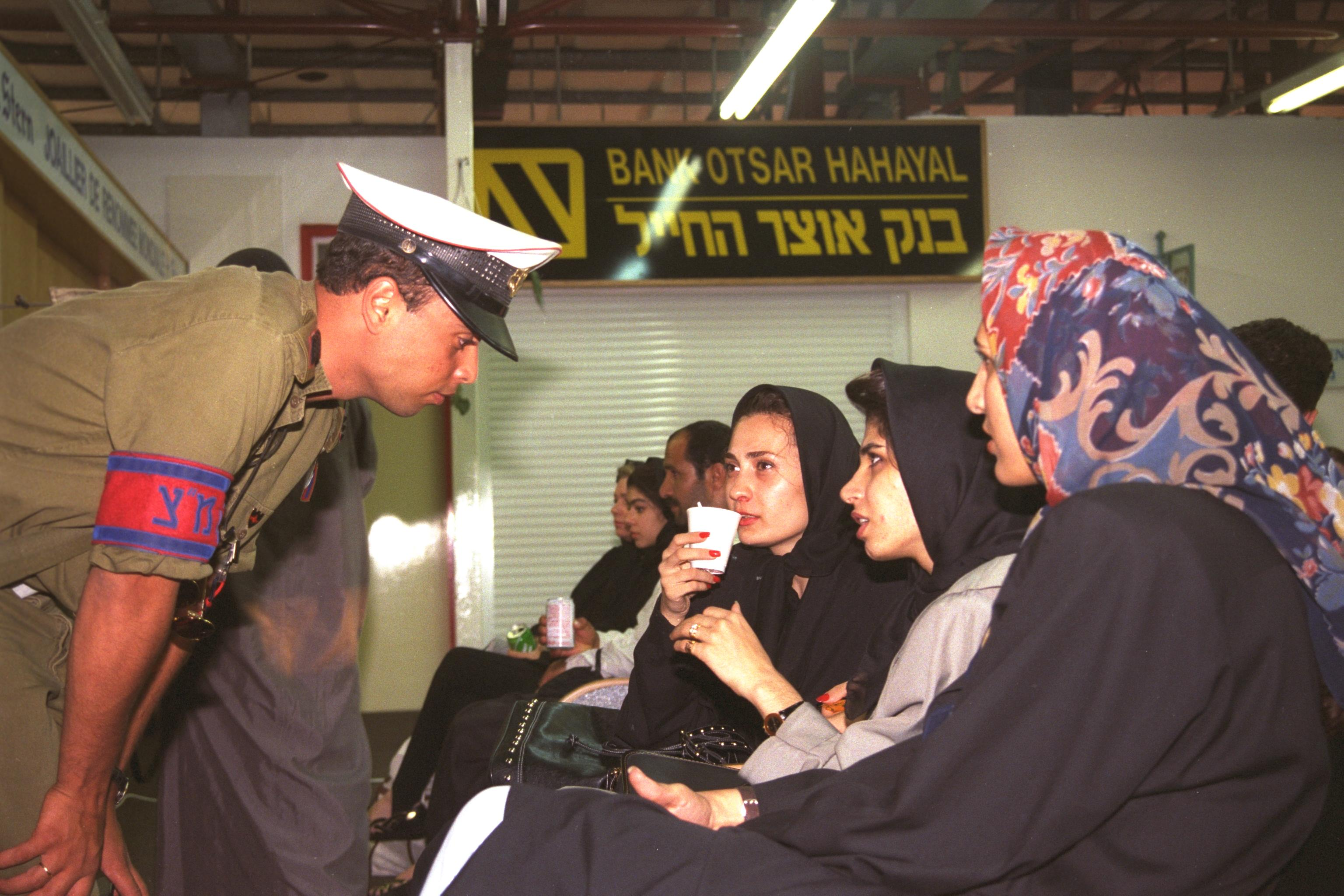
گفت‌وگوی یک پلیس نظامی با مسافران
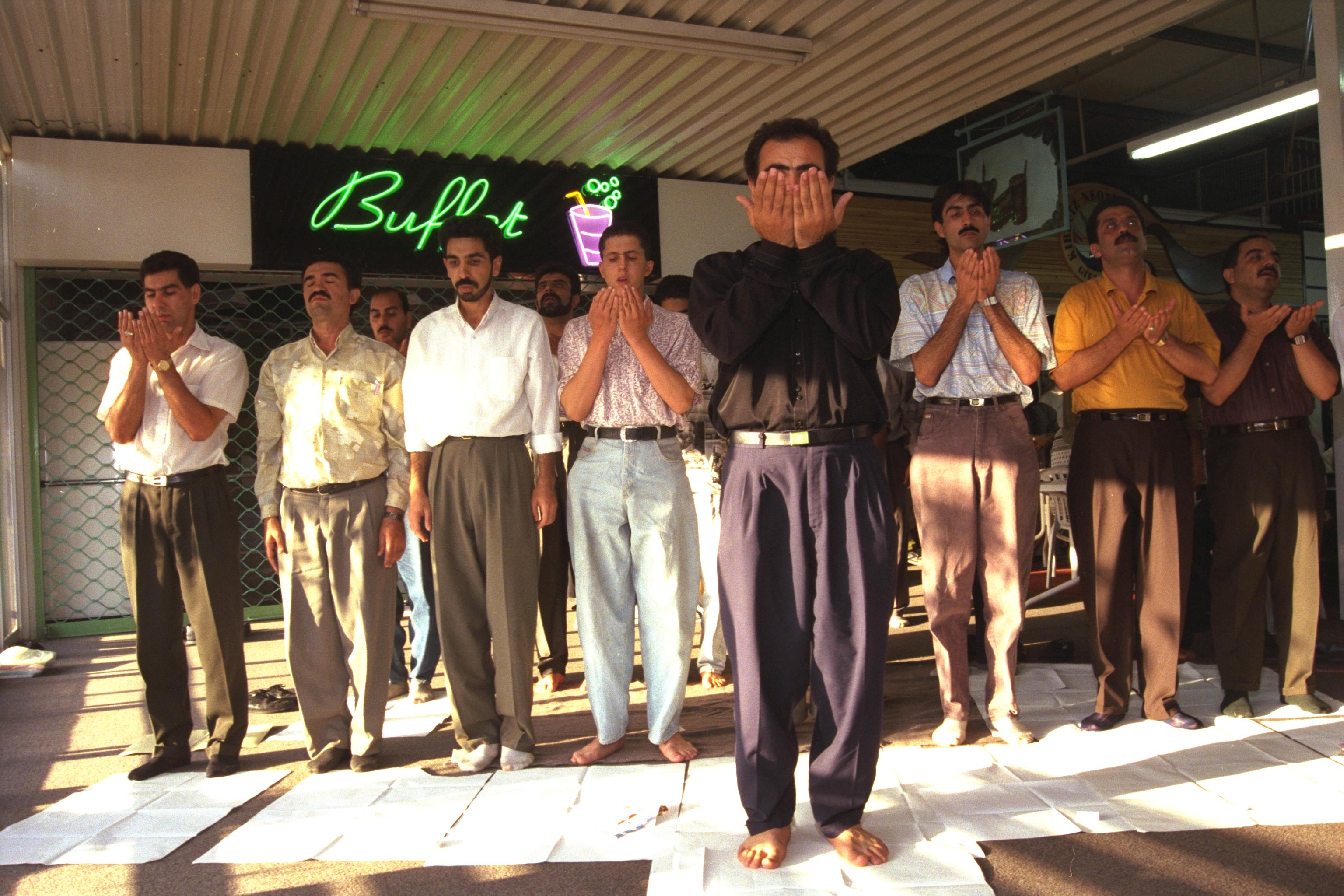
مسافران هواپیمای ربوده شده ایرانی در داخل پایگاه درحال نماز خواندن
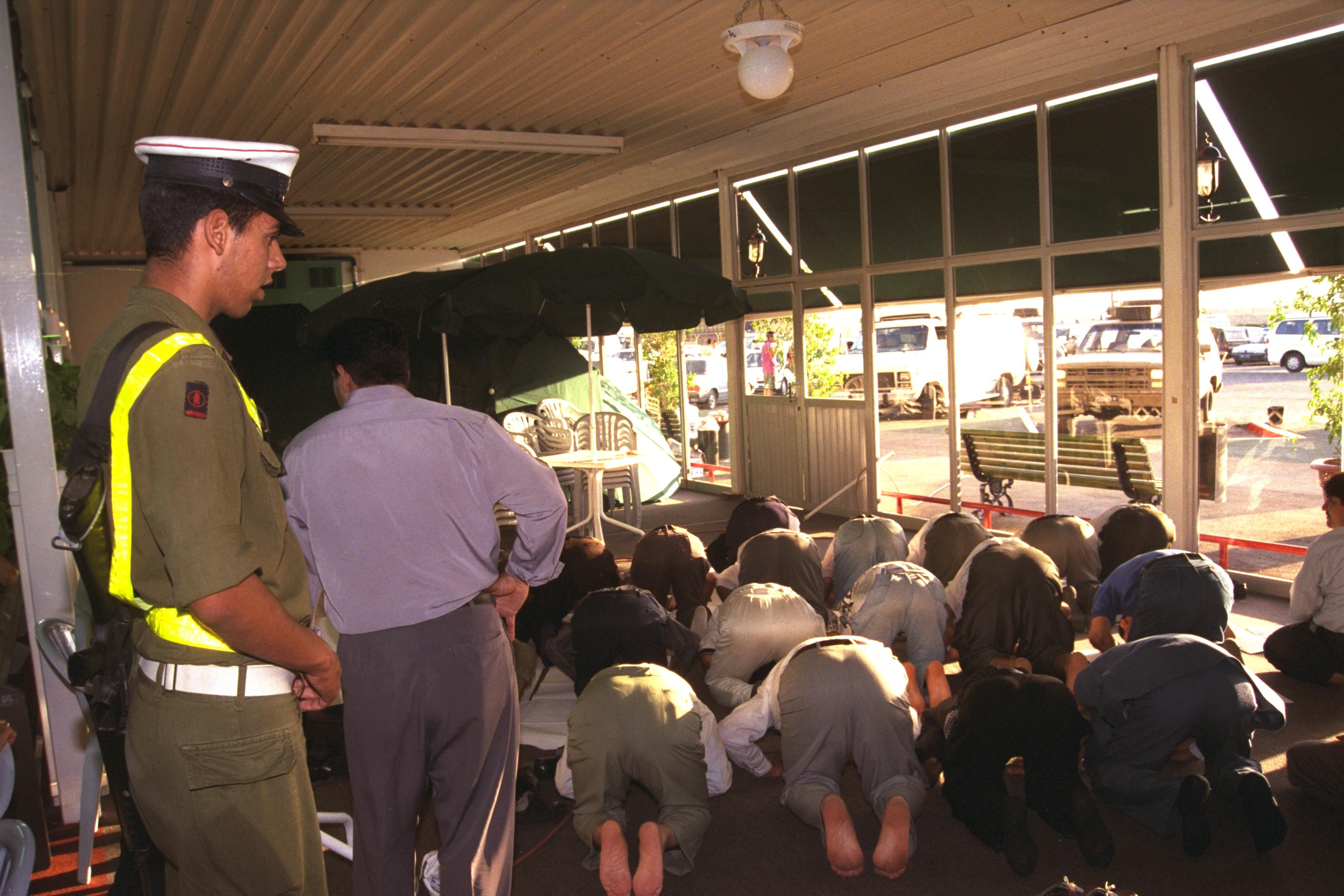
مسافران هواپیمای ربوده شده ایرانی در داخل پایگاه درحال نماز
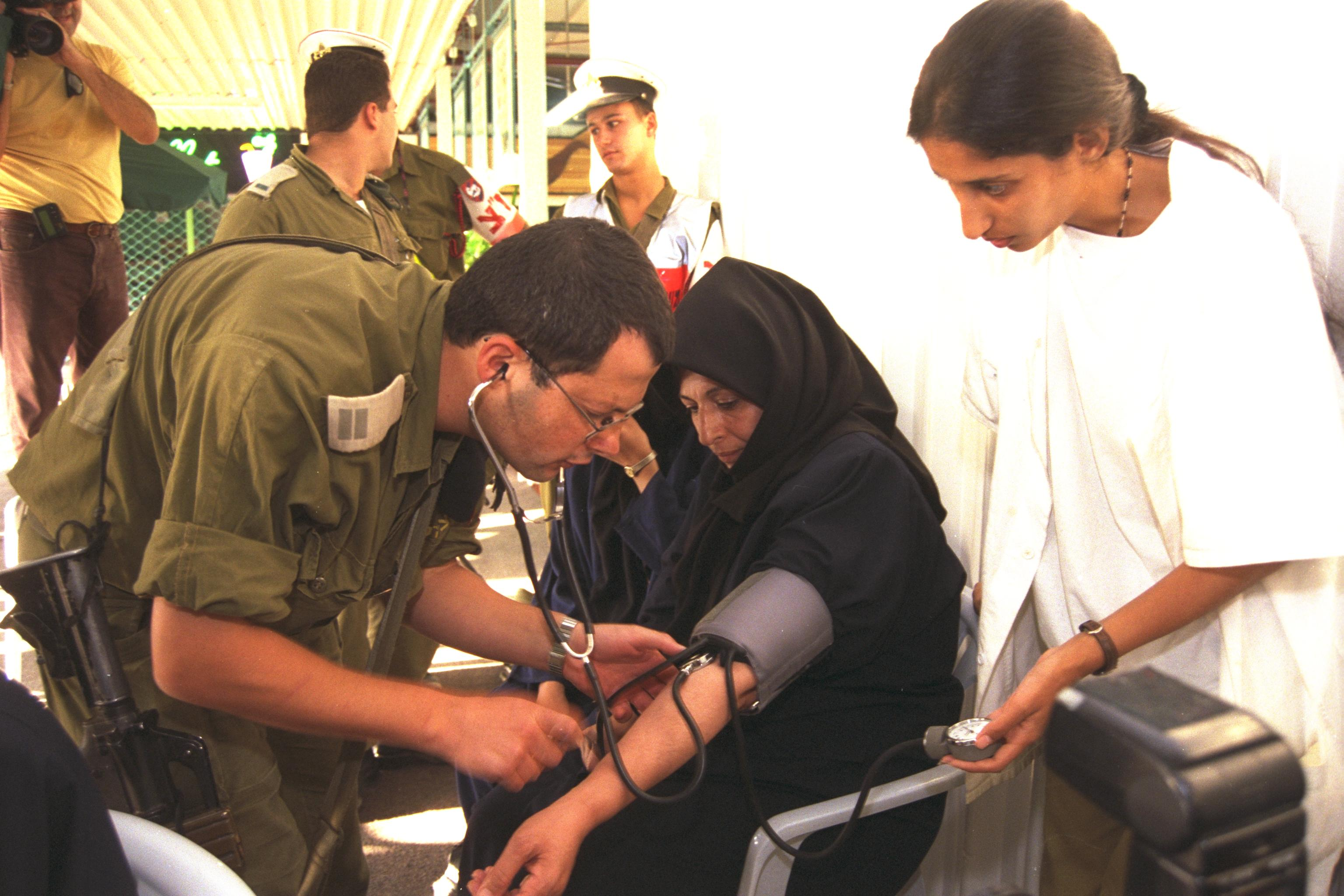
پزشک ارتش در حال معاینه یکی از مسافران